# Sônia Braga
Sônia Maria Campos Braga (Maringá, 1950. június 8. –) BAFTA-, Golden Globe- és Primetime Emmy-díjra jelölt brazil színésznő.

## Életpályája
1965-ben debütált a tv-ben egy gyermekműsorban. 1968-ban lépett fel először színpadon. 

## Filmográfia

### Film
| Év   | Magyar cím                                | Eredeti cím                                          | Szerep                             | Magyar hang    |
| ---- | ----------------------------------------- | ---------------------------------------------------- | ---------------------------------- | -------------- |
| 1968 |                                           | O Bandido da Luz Vermelha                            | áldozat                            |                |
| 1970 |                                           | Cleo e Daniel                                        | Sandra                             |                |
| 1970 |                                           | A Moreninha                                          | Carolina                           |                |
| 1971 |                                           | O Capitão Bandeira Contra o Dr. Moura Brasil         | fiú                                |                |
| 1973 |                                           | Mestiça, a Escrava Indomável                         | Mestiça                            |                |
| 1975 |                                           | O Casal                                              | Maria Lúcia                        |                |
| 1976 | Flor asszony és két férje                 | Dona Flor and Her Two Husbands                       | Dona Flor (Florípides) Guimarães   | Kiss Mari      |
| 1976 | Flor asszony és két férje                 | Dona Flor and Her Two Husbands                       | Dona Flor (Florípides) Guimarães   | Andresz Kati   |
| 1978 |                                           | A Dama do Lotação                                    | Solange                            |                |
| 1981 |                                           | Eu Te Amo                                            | Maria                              |                |
| 1983 |                                           | Gabriela                                             | Gabriela                           |                |
| 1985 | A Pókasszony csókja                       | Kiss of the Spider Woman                             | Leni Lamaison / Marta / Pókasszony | Pálos Zsuzsa   |
| 1988 | A milagrói babháború                      | The Milagro Beanfield War                            | Ruby Archuleta                     | Hegyi Barbara  |
| 1988 | Holdfény Parador felett                   | Moon over Parador                                    | Madonna Mendez                     | Makay Andrea   |
| 1990 | A zöldfülű                                | The Rookie                                           | Liesl                              | Andresz Kati   |
| 1993 |                                           | Roosters                                             | Juana Morales                      |                |
| 1995 | Kettős halál                              | Two Deaths                                           | Ana Puscasu                        | Ábrahám Edit   |
| 1996 |                                           | Tieta do Agreste                                     | Tieta                              |                |
| 1999 | Alkonyattól pirkadatig 3. – A hóhér lánya | From Dusk Till Dawn 3: The Hangman's Daughter        | Quixtla                            | Molnár Zsuzsa  |
| 2001 | Parfüm                                    | Perfume                                              | Irene Mancini                      |                |
| 2001 | Brás Cubas posztumusz visszaemlékezései   | Memórias Póstumas                                    | Marcela                            |                |
| 2001 | Angyali szemek                            | Angel Eyes                                           | Josephine Pogue                    | Illyés Mari    |
| 2002 | Birodalom                                 | Empire                                               | Iris                               | Ullmann Zsuzsa |
| 2003 |                                           | Testosterone                                         | Mrs. Alesandro                     |                |
| 2004 |                                           | Amália Traïda (rövidfilm)                            | Amália Rodrigues                   |                |
| 2004 |                                           | Scene Stealers                                       | Celia Crouch                       |                |
| 2005 |                                           | Che Guevara                                          | Celia                              |                |
| 2005 | Szabad egy táncra?                        | Marilyn Hotchkiss' Ballroom Dancing and Charm School | Tina                               |                |
| 2006 |                                           | Sea of Dreams                                        | Nurka                              |                |
| 2006 | Bordertown – Átkelő a halálba             | Bordertown                                           | Teresa Casillas                    | Andresz Kati   |
| 2006 | Mi a gond velem?                          | The Hottest State                                    | Mrs. Garcia                        | Borbás Gabi    |
| 2010 | Láthatatlan jel                           | An Invisible Sign                                    | anya                               | Kiss Eszter    |
| 2010 |                                           | Lope                                                 | Paquita                            |                |
| 2013 | Vágyak nyomában                           | The Wine of Summer                                   | Eliza                              | Molnár Zsuzsa  |
| 2016 |                                           | Aquarius                                             | Dona Clara                         |                |
| 2017 | Az igazi csoda                            | Wonder                                               | Lisa "Grans" Minel                 |                |
| 2019 |                                           | Bacurau                                              | Domingas                           |                |
| 2019 |                                           | The Jesus Rolls                                      | anya                               |                |
| 2020 |                                           | Fatima                                               | Lúcia nővér                        |                |
| 2022 | Ásó, kapa, géppisztoly                    | Shotgun Wedding                                      | Renata Ortiz                       | Ábrahám Edit   |
| 2024 | Az első ómen                              | The First Omen                                       | Silvia nővér                       | Kubik Anna     |

### Televízió
- Láncok nélkül (1987)
- Az utolsó prostituált (1991)
- Lassú tűzön (1994)
- Texasi krónikák - Laredo utcái (1995)
- Money Plays (1997)
- Négy sarok (1998)
- Önfejűek (1998)
- A bíró (2001)
- Amerikai család (2002)
- Életünk lapjai (2006)